# ダービー中央図書館
ダービー中央図書館（ダービーちゅうおうとしょかん、英: Derby Central Library）は、リチャード・クニル・フリーマンがイングランドでのフランドル風ゴシック様式で設計した赤い煉瓦造りの建物において、1879年にダービー博物館・美術館と共に設立され、マイケル・トーマス・バスによってダービー市へ寄贈された。これは誰でも閲覧し利用できる図書館としてはダービーで主となるものであり、ダービーの行政組織が運営する図書館のうちで最大のものである。

## 歴史
1850年の公共図書館法以前にも、いくつかの巡回図書館がダービーには存在した。概してそれらの図書館は書店が運営し、会員の購読料によって賄われていた。
ダービーでの「常設」図書館は1811年にクイーン・ストリートに設立された。この図書館は、1830年代までは 4 ギニーの株を買い、さらに 1 ギニーの年会費を払える会員のみが利用できた。1832年時点での会員数は 84 名だった。またその蔵書には、ダービー哲学会の 4,000 冊の蔵書が含まれていた。1863年、植物学者のアレクザンダー・クロールが最初の司書兼学芸員に任命され、翌年博物館と図書館は合併した。クロールはスターリング・スミス協会の学芸員になるため1875年に退任した。
ダービー市議会は1850年の公共図書館法がもたらすであろう効果を認識はしていたが、実行に移るまでは何年もかかった。1878年には、第7代デヴォンシャー公がダービーシャーに関する書籍と文書類のコレクションを市に寄贈した。これらを保管する適当な施設が必要となり、翌年にバスが建物の寄贈をしてようやく、市は市民に無料図書館を提供できるようになった。
1879年6月28日、バスはダービーの無料図書館・博物館の正式な開館式に出席し、市で大いに祝賀された。式典はまずミッドランド鉄道駅でのバスの公式な出迎えから始まり、ミッドランド・ホテルにおける優雅な昼食会、次いでマーケット・プレイスに向けて、歓呼する群集に埋め尽くされ飾り立てられた通りの中を進み、市役所にて建物の権利証書がバスから市長へ手渡された。そして一行は図書館へ赴き、バスが階段に上がって開館を宣言した。
この図書館の蔵書には、デヴォンシャー公のコレクションの他に、先の常設図書館および哲学会の蔵書が含まれた。1898年9月の時点で、貸出可能な図書は計 20,000 冊近く、その他に閲覧可能な図書は 11,000 冊以上あった。
1914年、取得したばかりのベンローズの蔵書を保管するため、図書館の隣にあった学芸員の宿舎が取り壊され、建物の増築が図られた。ベンローズのコレクションの購入費用は民間からの寄付で賄われた。このコレクションはヘンリー・ハウ・ベンローズ卿が所有していたものである。
1964年、ダービー博物館・美術館はザ・ストランドに新しく建てられた翼へ延長されたが、19世紀の当初の建物は、図書館と博物館の間で今でも部分的に共用されている。図書館の静かな部屋の一つには、増築費用を寄付したアルフレッド・グディの名が付けられた。